# Черножуков, Николай Иванович
Николай Иванович Черножу́ков (14 [26] сентября 1894, Севастополь, Таврическая губерния — 4 июля 1971, Москва) — советский учёный в области нефтехимической промышленности.

## Биография
Родился 26 сентября 1894 года в Севастополе. С 1914 года начал свою трудовую деятельность в качестве лаборанта на нефтезаводе Бендендорфа в Баку. В 1920—1924 годах работал химиком в объединении «Азнефть». В 1924 году окончил Бакинский государственный университет.
С 1924 года проживал в Москве, работал во Всесоюзном теплотехническом институте в качестве научного сотрудника, заведующего лабораторией. В 1932—1934 годах работал в Государственном исследовательском нефтяном институте, возглавлял отдел, затем был заместителем директора института.
С 1934 года до самой смерти Черножуков преподавал в МНИ имени И. М. Губкина. Долгие годы заведовал в нём кафедрой химии и технологии масел и смазок. Кроме того, работал в «Главнефти» в качестве руководителя сектора, главного химика, начальника сектора, члена технического совета, а также работал в ряде других учреждений нефтяной промышленности. В 1939 году Черножуков был утверждён в звании профессора, а в 1944 году защитил докторскую диссертацию. Входил в редакционную коллегию журнала «Химия и технология топлив и масел», возглавлял секции переработки нефти научно-технических советов в составе Министерства нефтяной промышленности СССР, Государственного комитета СССР по топливу, Государственного комитета СССР химической и нефтяной промышленности; был заместителем председателя экспертной комиссии Высшей аттестационной комиссии по химической технологии. В своём институте руководил Специализированным Учёным советом.
Являлся автором свыше 200 научных работ, ряд из которых переводились на другие языки и неоднократно переиздавались, 18 книг и учебных пособий..
Умер 4 июля 1971 года. Похоронен в Москве на Донском кладбище.

## Награды и премии
- Сталинская премия третьей степени (1947) — за разработку нового метода окисления нефтяных продуктов и применение продуктов окисления в качестве деэмульгаторов сырых нефтей и присадок к смазкам
- заслуженный деятель науки и техники РСФСР.
- орден Ленина
- два ордена Трудового Красного Знамени
- орден «Знак Почёта»
- медали[2].